# 22 сентября
22 сентября — 265-й день года (266-й в високосные годы) по григорианскому календарю.
До конца года остаётся 100 дней.
До 15 октября 1582 года — 22 сентября по юлианскому календарю, с 15 октября 1582 года — 22 сентября по григорианскому календарю.
В XX и XXI веках соответствует 9 сентября по юлианскому календарю.

## Праздники и памятные дни

### Национальные
- Болгария — День независимости Болгарии.
- Латвия[2],  Литва — День единства балтов.
- Мали — День независимости[3].
- Украина — День партизанской славы.

### Религиозные
- Православие[4][5]:
  - память праведных Богоотца Иоакима и Анны;
  - память мученика Севериана Севастийского (320 год)[6];
  - память преподобного Иосифа, игумена Волоцкого, чудотворца (1515 год);
  - воспоминание обретения и перенесения мощей святителя Феодосия, архиепископа Черниговского (1896 год);
  - память священномучеников Григория Гаряева, пресвитера, и Александра Ипатова, диакона (1918 год);
  - память священномучеников Захарии (Лобова), архиепископа Воронежского, Сергия Уклонского, Иосифа Архарова, Алексия Успенского, пресвитеров, Димитрия Троицкого, диакона и мученика Василия Шикалова (1937 год);
  - память преподобномученика Андроника (Сурикова), иеромонаха (1938 год);
  - память священномученика Александра Виноградова, пресвитера (1942 год);
  - память преподобного Феофана исповедника и постника (около 300 года)[7];
  - память мучеников Харитона и Стратора (Стратоника);
  - память блаженного Никиты в Царьграде (XII век)[8];
  - воспоминание III Вселенского собора (431 год);
  - память преподобного Онуфрия Воронского (1789 год)[9] (Румын.);
  - Собор Глинских святых[10].

### Именины
- Православные: Аким, Анна, Иосиф, Никита, Севериан, Феофан, Феодосий, Харитон.
- Католические: Маврикий, Фома.

## События

### До XVIII века
- 1236 — битва при Сауле, в которой войска жемайтов и земгалов нанесли сокрушительное поражение Ордену меченосцев.
- 1307 — Королевским советом Франции принято решение об аресте всех тамплиеров.
- 1499 — по Базельскому договору Швейцарская конфедерация стала независимой от Священной Римской империи.
- 1692 — в Салеме повешены последние восемь «ведьм».

### XVIII век
- 1764 — в Российской империи введены верстовые столбы[11].
- 1780 — первый описанный случай линчевания.
- 1789 — разгром турецкой армии русско-австрийскими войсками под командованием генерала А. В. Суворова и принца Ф. Кобургского в битве при Рымнике.
- 1792 — провозглашена Французская республика. Это явилось точкой отсчёта французского республиканского календаря.

### XIX век
- 1827 — Джозеф Смит-мл. получил откровение с текстом Книги Мормона.
- 1839 — в память об Отечественной войне 1812 года в Москве при посредничестве архитектора Константина Тона начато строительство нового Храма Христа Спасителя.
- 1862 — президент США Авраам Линкольн объявил об освобождении негров-рабов.
- 1866 — битва при Курупайти завершилась победой парагвайцев
- 1869
  - В Австрии выпущены первые в мире почтовые открытки[12].
  - Премьера в Мюнхене оперы Рихарда Вагнера «Золото Рейна».
- 1874 — на побережье Южно-Китайского моря обрушился самый смертоносный тайфун в истории Макао[13].
- 1877 — правительство Канады подписало договор о сотрудничестве с индейцами провинции Альберта.

### XX век
- 1908 — Болгария получила независимость от Османской империи.
- 1914 — потопление крейсеров «Абукир», «Хог» и «Кресси».
- 1921 — в Лигу Наций приняты Латвия, Литва и Эстония.
- 1935 — Совет народных комиссаров СССР ввёл в Красной армии персональные воинские звания.
- 1937 — на территории Украинской ССР образованы Житомирская, Полтавская и Николаевская области.
- 1939 — СССР и Германия предварительно установили границу между собой в Польше по Висле.
- 1944 — Красная армия освободила город Таллин от войск нацистской Германии. С башни Длинный Герман сорван национальный триколор и поднят красный флаг.
- 1955 — В Великобритании началось коммерческое телевещание.
- 1960 — Мали получила независимость от Франции.
- 1974 — на Генеральной Ассамблее ООН в повестку дня впервые включён как самостоятельный «Палестинский вопрос», что фактически означало признание Организации освобождения Палестины и её лидера Ясира Арафата полномочными представителями палестинского народа.
- 1975 — 45-летняя Сара Мур совершила покушение на президента США Джеральда Форда.
- 1980
  - Началась ирано-иракская война.
  - Делегаты 36 региональных отделений независимых польских профсоюзов объединились под именем «Солидарность».
- 1981 — Конгресс США присвоил почётное гражданство США Раулю Валленбергу. До него подобной чести удостоился только Уинстон Черчилль.
- 1986 — в США начался показ комедийного телесериала «Альф».
- 1989 — казахский язык провозглашён государственным языком Казахской ССР.
- 1991
  - В Таджикистане запрещена Компартия.
  - Первое провозглашение независимой Республики Косово.
- 1993
  - Битва за Сухуми. Абхазскими войсками сбит пассажирский самолёт Ту-154. Погибли 108 человек.
  - Крушение пассажирского поезда в штате Алабама (США): поезд рухнул с моста в реку. Погибли 47 человек.
- 1994 — премьерный показ первого эпизода телесериала «Друзья».
- 1995 — корпорация Time Warner за 7,5 миллиарда долларов купила компанию TBS Теда Тернера.
- 1999 — в Рязани произошёл инцидент, получивший известность как «рязанский сахар». Глава ФСБ России Николай Патрушев заявил, что произошедшее — это учения ФСБ, то есть подтвердил, что мешки были заложены представителями ФСБ[14].

### XXI век
- 2010 — в Израиле вступил в силу закон о гражданском браке для нерелигиозных граждан[15].
- 2013 — теракт в Пешаваре, более 80 погибших.
- 2021 — под Хабаровском разбился самолёт Ан-26, погибли 6 человек.

## Родились

### До XIX века
- 1515 — Анна Клевская (ум. 1557), четвёртая супруга английского короля Генриха VIII.
- 1601 — Анна Австрийская (ум. 1666), королева Франции, супруга короля Людовика XIII.
- 1694 — Филип Дормер Стэнхоуп, 4-й граф Честерфилд (ум. 1773), английский государственный деятель и писатель.
- 1741 — Петер Паллас (ум. 1811), немецкий естествоиспытатель, первым описавший фауну и флору России.
- 1791 — Майкл Фарадей (ум. 1867), английский физик и химик, открывший электромагнитную индукцию, создатель генератора.
- 1800 — Джордж Бентам (ум. 1884), английский ботаник, автор фундаментального труда «Genera Plantarum…».

### XIX век
- 1811 — Михал Годжа (ум. 1870), словацкий писатель, проповедник, руководитель восстания против венгров.
- 1831 — Иван Горбунов (ум. 1896), русский актёр и писатель.
- 1835 — Александр Потебня (ум. 1891), украинско-русский филолог-славист, автор учения о внутренней форме слова.
- 1839 — Жюль Луи Машар[фр.] (ум. 1900), французский художник.
- 1841 — Андрей Пумпур (ум. 1902), латышский поэт, автор народного эпоса «Лачплесис».
- 1869 — Пётр Краснов (повешен в 1947), генерал-майор Русской императорской армии, деятель Белого движения.
- 1882 — Вильгельм Кейтель (казнён в 1946), немецкий генерал-фельдмаршал, начальник Верховного командования вермахта (1938—1945).
- 1885 — Эрих фон Штрогейм (ум. 1957), американский кинорежиссёр, актёр, сценарист.
- 1886 — Роже Бисьер (ум. 1964), французский живописец.
- 1875 — Микалоюс Константинас Чюрлёнис (ум. 1911), литовский художник и композитор.
- 1891 — Виктор Бунак (ум. 1979), советский антрополог и анатом, один из основоположников советской антропологической школы.
- 1892 — Пётр Баранов (погиб в 1933), советский военный и партийный деятель, один из создателей Военно-Воздушного Флота и авиапромышленности СССР.
- 1893 — Алексей Лосев (ум. 1988), русский философ и филолог, писатель.
- 1895 — Пол Муни (при рожд. Мешилем Мейер Вайзенфройнд; ум. 1967), американский актёр театра и кино, лауреат премии «Оскар» (1937).
- 1900 — Сергей Ожегов (ум. 1964), советский лингвист, лексикограф, составитель толкового словаря русского языка.

### XX век
- 1901
  - Надежда Аллилуева (ум. 1932), вторая жена Иосифа Сталина.
  - Чарльз Хаггинс (ум. 1997), американский хирург, онколог, основоположник гормонотерапии, лауреат Нобелевской премии (1966).
- 1903 — Андрей Марков (ум. 1979), советский математик.
- 1904 — Эллен Черч (ум. 1965), американская медсестра и, предположительно, первая в мире стюардесса.
- 1905 — Эйген Зенгер (ум. 1964), немецкий ракетостроитель, первый президент Международной астронавтической федерации.
- 1907 — Морис Бланшо (ум. 2003), французский писатель, мыслитель-эссеист.
- 1909 — Мартти Ларни (ум. 1993), финский писатель и журналист.
- 1915 — Глеб Добровольский (ум. 2013), советский и российский почвовед, академик (1992).
- 1925 — Павел Винник (ум. 2011), советский и российский актёр театра и кино, народный артист РФ.
- 1931 — Филипп Рутберг (ум. 2015), российский электрофизик, лауреат Государственной премии СССР, академик (с 2000).
- 1932 — Альгирдас Бразаускас (ум. 2010), президент (1993—1998) и премьер-министр (2001—2006) Литовской Республики.
- 1935
  - Вилен Каракашев, советский и российский график, плакатист, живописец, заслуженный художник РФ.
  - Виргилиус Норейка (ум. 2018) литовский оперный певец (тенор), педагог, народный артист СССР.
- 1938 — Дин Рид (покончил с собой в 1986), американский певец, киноактёр, кинорежиссёр, общественный деятель.
- 1940 — Анна Карина (наст. имя Ханна Карин Бланке Байер; ум. 2019), датская и французская актриса театра и кино, кинорежиссёр, сценаристка, певица.
- 1951 — Дэвид Ковердэйл, британский и американский рок-вокалист, автор песен, участник групп Deep Purple, Whitesnake.
- 1953 — Томаш Вуйтович (ум. 2022), польский волейболист, олимпийский чемпион (1976), чемпион мира (1974).
- 1957 — Ник Кейв, австралийский рок-музыкант, поэт, писатель, композитор, сценарист, актёр.
- 1958
  - Андреа Бочелли, итальянский певец (тенор).
  - Джоан Джетт (наст. имя Джоан Мэри Ларкин), американская рок-музыкантка, гитаристка, вокалистка, продюсер и актриса.
- 1961
  - Сантьяго Ланхе, аргентинский яхтсмен, олимпийский чемпион (2016).
  - Бонни Хант, американская актриса, комик, режиссёр, сценаристка, продюсер и телеведущая.
- 1969 — Павел Колобков, советский и российский фехтовальщик, олимпийский чемпион (2000), 6-кратный чемпион мира, министр спорта России (2016—2020).
- 1973 — Мария Голубкина, российская актриса театра и кино, теле- и радиоведущая.
- 1976 — Роналдо (полн. имя Роналду Луис Назариу ди Лима), бразильский футболист, двукратный чемпион мира (1994, 2002).
- 1982
  - Косукэ Китадзима, японский пловец, 4-кратный олимпийский чемпион (2004, 2008).
  - Билли Пайпер (при рожд. Лиэн Пол Пайпер), британская певица, актриса театра, кино и телевидения.
  - Мартин Стекеленбург, нидерландский футболист, вратарь.
- 1984 — Тиагу Силва, бразильский футболист, серебряный призёр Олимпийских игр (2012).
- 1987
  - Дерик Брассар, канадский хоккеист, чемпион мира (2016).
  - Том Фелтон, британский актёр кино, телевидения и озвучивания, певец, гитарист.
- 1989 — Сабина Лисицки, немецкая теннисистка, бывшая 12-я ракетка мира.

## Скончались

### До XIX века
- 1520 — Селим I (р. 1465), 9-й турецкий султан (с 1512) и 88-й халиф (с 1517).
- 1539 — Нанак (р. 1469), гуру, основатель сикхизма.
- 1554 — Франсиско Васкес Де Коронадо (р. 1510), испанский конкистадор, открывший Большой Каньон.
- 1566 — Иоганн Агрикола (р. 1492), немецкий проповедник, лидер Реформации, сподвижник Мартина Лютера.
- 1607 — Алессандро Аллори (р. 1535), итальянский (флорентийский) живописец, представитель маньеризма.
- 1612 — Василий Шуйский (р. 1552), последний русский царь из династии Рюриковичей (1606—1610).
- 1703 — Винченцо Вивиани (р. 1622), итальянский математик и физик, ученик Галилео Галилея.
- 1774 — Климент XIV (р. 1705), 249-й папа римский (1769—1774).

### XIX век
- 1828 — Чака (р. 1787), вождь зулусов, выдающийся полководец, прозванный Чёрным Наполеоном.
- 1833 — Нильс Тресков (р. 1751), норвежский философ и писатель, основатель Университета Осло.
- 1857 — Даниеле Манин (р. 1804), итальянский адвокат, политик и военный деятель, один из героев объединения Италии.
- 1861 — Эрнст Фридрих Цвирнер (р. 1802), немецкий архитектор.
- 1890 — Иоанна Дезидерия Куртманс-Берхманс (р. 1811), фламандская писательница.

### XX век
- 1914 — погиб Ален-Фурнье (настоящее имя Анри Фурнье; р. 1886), французский писатель.
- 1921 — Иван Вазов (р. 1850), болгарский поэт.
- 1949 — Сэм Вуд (р. 1883), американский режиссёр и кинопродюсер.
- 1950 — Александр Динник (р. 1876), советский учёный-механик, академик.
- 1952 — Каарло Юхо Стольберг (р. 1865), первый президент Финляндии (1919—1925).
- 1956 — Фредерик Содди (р. 1877), английский физик и химик, автор теории радиоактивного распада.
- 1958 — Василий Десницкий (р. 1878), русский революционный деятель, советский литературовед.
- 1961 — Мэрион Дэвис (р. 1897), американская комедийная актриса немого кино.
- 1962 — Эммануил Казакевич (р. 1913), русский и еврейский советский писатель, поэт, переводчик, кинодраматург.
- 1963 — Михаил Барсуков (р. 1901), советский военачальник, генерал-полковник, Герой Советского Союза.
- 1966 — Владимир Векслер (р. 1907), советский физик-экспериментатор, академик, изобретатель синхрофазотрона.
- 1969 — Александрас Стульгинскис (р. 1885), второй президент Литовской Республики (1922—1926).
- 1972
  - Артур Ротер[англ.] (р. 1885), немецкий дирижёр.
  - Борис Ливанов (р. 1904), актёр и режиссёр, народный артист СССР.
- 1974 — Марта Фукс[англ.] (р. 1898), немецкая оперная певица, сопрано.
- 1985 — Аксель Шпрингер (р. 1912), немецкий издатель, основатель одного из крупнейших в Европе издательских концернов.
- 1989 — Ирвинг Берлин (р. 1888), американский композитор.
- 1994 — Владимир Бураковский (р. 1922), кардиохирург, академик, Герой Социалистического Труда.
- 1996 — Владимир Шамшурин (р. 1940), советский и российский кинорежиссёр, сценарист и художник.
- 1999
  - Василий Трофимов (р. 1919), советский футболист и хоккеист, заслуженный тренер СССР.
  - Джордж К. Скотт (р. 1927), американский актёр, первым отказавшийся от «Оскара».
- 2000 — Иехуда Амихай (р. 1924), израильский поэт.

### XXI век
- 2001 — Исаак Штерн (р. 1920), американский скрипач.
- 2002 — Анель Судакевич (р. 1906), советская актриса, художница по костюмам.
- 2007 — Марсель Марсо (р. 1923), французский актёр-мим.
- 2010 — Эдди Фишер (р. 1928), американский певец и актёр.
- 2013 — Дэвид Хьюбел (р. 1926), канадский и американский нейрофизиолог, лауреат Нобелевской премии (1981).
- 2016 — Мстислав Запашный (р. 1938), цирковой артист, дрессировщик, режиссёр, народный артист СССР.
- 2019 — Иван Кизимов (р. 1928), советский спортсмен-конник, двукратный олимпийский чемпион.
- 2021 — Николай Арутюнов (р. 1958), певец, композитор, блюз- и рок-музыкант.

## Приметы
- День Акима и Анны и День осеннего равноденствия.
- С этого дня солнце даёт всё меньше тепла — поговаривали: «Сани вывози, зима впереди!»[16].